# Титла при жените на Разбиване
 Тази статия е за титлата при жените на Разбиване.  За титлата при жените на Първична сила вижте Титла при жените на Първична сила.  
Титлата при жените на Разбиване е женска кеч титла създадена и използва от американската кеч организация WWE за шоуто Разбиване. Разкрита на 23 август 2016 на Разбиване на живо, тя е създадена за да конкурира на Титлата при жените на Първична сила.

## История
След пресъздаването на разширяването на марките и жребий на 19 юли 2016, Шампионката при жените на WWE Шарлът са премества в Първична сила, оставяйки Разбиване без женска титла. През следващия месец, главният мениджър на Разбиване Даниъл Брайън твърди, че иска да изгради женската дивизия, преди да създаде нова титла. Веднага след Лятно тръшване на 23 август 2016 в епизод на Разбиване на живо, Брайън и Пълномощника на Разбиване Шейн Макмеън представят новата Титла при жените на Разбиване (титлата на Първична сила си сменя името). Мач Шесторно предизвикателство се урежда Ответен удар, определящ първата шампионка. Шестте жени, които участваха на Лятно тръшване в отборния мач между шест жени бяха избрани за Шесторното предизвикателство: Алекса Блис, Беки Линч, Кармела, Наоми, Наталия и Ники Бела.
Дизайнът на титлата е почти еднакъв с този на титлата на Първична сила, различавайки се по цвета на фона около логото в центъра и около глобусите на страничните части, който е син (вместо червен), символизирайки цвета на Разбиване. Както на Титла на Първична сила, така и на Разбиване страничните части се сменят с всяка нова шампионка.

### Встъпителен шампионски мач
| Елиминация  | Кечистка    | Елиминирана от | Начин на елиминация                                       | Време |
| ----------- | ----------- | -------------- | --------------------------------------------------------- | ----- |
| 1           | Алекса Блис | Наоми          | Туширана след комбинация от бомба и вратотрошач с Наталия | 9:38  |
| 2           | Наоми       | Наталия        | Предадена от Захапката на акулата                         | 10:52 |
| 3           | Наталия     | Ники Бела      | Туширана след fireman's carry cutter                      | 12:00 |
| 4           | Ники Бела   | Кармела        | Туширана с превъртане                                     | 12:08 |
| 5           | Кармела     | Беки Линч      | Предадена от Обезоръжаването                              | 14:40 |
| Победителка | Беки Линч   | Беки Линч      | Беки Линч                                                 | 14:40 |

## Носителка
Настоящата шампионка е Шарлът Флеър за седми път, след победа над предишната шампионка Ронда Раузи.